# REMIND
「REMIND」（リマインド）は、日本のロックバンドACIDMANの13枚目のシングル。2007年7月18日発売。

## 概要
- シングルとしては初となる全英語詞。
- カップリングにはこれまでのsecond lineシリーズではなく、光の三原色をイメージしたインストナンバーが収録されており、「UNFOLD」と「式日」の2作とあわせて3部作となる（本作は「赤」）。
- TOYOTA BIG AIR 2008の大会公式ホームページでこの楽曲が使用された（ホームページを開くとこの楽曲がフルコーラスで流れていたが、現在は使われていない。なお、「テーマソング」などの情報や発表も無い）。

## 収録曲
1. REMIND (3:39)
作詞:大木伸夫、作曲:ACIDMAN
シングルとしては初の全英詞。全英語詞なのは「あまりにも日本語が合わなかったから」だそうである。
2. 赤色群像 (inst.) (4:03)
大木曰く「火の鳥・未来編、ロビタの行進」のイメージとのこと。
PVやインストゥルメンタルベストアルバム「THIS IS INSTRUMENTAL」では「ベガの呼応 (inst.)」や「EVERGREEN (inst.)」と合わせて組曲「THE LIGHT」を構成し、この曲のパートは3分程度に短縮されている。

## 収録アルバム
- LIFE (#1)
- ACIDMAN THE BEST (#1)
- THIS IS INSTRUMENTAL (#2)